# Gilmar Napa
Gilmar Eduardo Napa Caicedo (Machala, Ecuador, 5 de enero de 2003) es un futbolista ecuatoriano. Juega de portero y su equipo actual es Emelec de la Serie A de Ecuador.

## Trayectoria
Gilmar Napa fue formado en Orense Sporting Club durante casi 10 años. El 11 de noviembre de 2021 a los 18 años debutó en la primera de Orense en la fecha 29 del campeonato ecuatoriano contra Liga Deportiva Universitaria donde fue titular y el resultado terminó en un 
empate 1-1.
23 de diciembre de 2022, Emelec anunció el fichaje del joven arquero para la temporada 2023.

## Selección nacional

### Categorías inferiores
El 5 de enero de 2023 se anunció su convocatoria para disputar el Campeonato Sudamericano Sub-20 en Colombia. El 9 de mayo de 2023 fue convocado para la Copa Mundial de Fútbol Sub-20 de 2023.

#### Participaciones en Sudamericanos
| Campeonato                              | Sede      | Resultado    | Partidos | Goles |
| --------------------------------------- | --------- | ------------ | -------- | ----- |
| Sudamericano Sub-17 de 2019             | Perú      | Cuarto lugar | 0        | 0     |
| Sudamericano Sub-20 de 2023             | Colombia  | Cuarto lugar | 9        | 0     |
| Preolímpico Sudamericano Sub-23 de 2024 | Venezuela | Primera fase | 0        | 0     |

#### Participaciones en Copas del Mundo
| Campeonato                  | Sede      | Resultado        | Partidos | Goles |
| --------------------------- | --------- | ---------------- | -------- | ----- |
| Copa Mundial Sub-17 de 2019 | Brasil    | Octavos de final | 0        | 0     |
| Copa Mundial Sub-20 de 2023 | Argentina | Octavos de final | 4        | 0     |

### Selección absoluta
Fue convocado por Sebastián Beccacece a la selección absoluta para disputar la doble fecha de las eliminatorias para el Mundial de Canadá, Estados Unidos y México 2026 de septiembre de 2024 ante Brasil y Perú.

#### Participaciones en eliminatorias mundialistas
| Mundial            | Sede            | Resultado   | Partidos | Goles |
| ------------------ | --------------- | ----------- | -------- | ----- |
| Eliminatorias 2026 | América del Sur | Clasificado | 0        | 0     |

## Estadísticas

### Clubes
Actualizado al último partido disputado el 22 de febrero de 2025.
| Club             | Div.          | Temporada     | Liga  | Liga  | Copas nacionales | Copas nacionales | Copas internacionales | Copas internacionales | Otros | Otros | Total | Total |
| Club             | Div.          | Temporada     | Part. | Goles | Part.            | Goles            | Part.                 | Goles                 | Part. | Goles | Part. | Goles |
| ---------------- | ------------- | ------------- | ----- | ----- | ---------------- | ---------------- | --------------------- | --------------------- | ----- | ----- | ----- | ----- |
| Orense · Ecuador | 1.ª           | 2021          | 1     | –1    | —                | —                | —                     | —                     | —     | —     | 1     | –1    |
| Orense · Ecuador | 1.ª           | 2022          | 2     | –3    | 0                | 0                | —                     | —                     | —     | —     | 2     | –3    |
| Orense · Ecuador | Total club    | Total club    | 3     | –4    | 0                | 0                | 0                     | 0                     | 0     | 0     | 3     | –4    |
| Emelec · Ecuador | 1.ª           | 2023          | 0     | 0     | 0                | 0                | 1                     | –1                    | 0     | 0     | 1     | –1    |
| Emelec · Ecuador | 1.ª           | 2024          | 7     | –9    | 0                | 0                | —                     | —                     | 0     | 0     | 7     | –9    |
| Emelec · Ecuador | 1.ª           | 2025          | 1     | –2    | 0                | 0                | —                     | —                     | 0     | 0     | 1     | –2    |
| Emelec · Ecuador | Total club    | Total club    | 8     | –11   | 0                | 0                | 1                     | –1                    | 0     | 0     | 9     | –12   |
| Total carrera    | Total carrera | Total carrera | 11    | –15   | 0                | 0                | 1                     | –1                    | 0     | 0     | 12    | –16   |
| 1.               |               |               |       |       |                  |                  |                       |                       |       |       |       |       |